# 东区人
《东区人》（英語：EastEnders，直译为东区尾人）是一部英國長篇電視肥皂劇。從1985年2月19日開始在英國廣播公司第一台播出。至今已經播出了超過5千集。

## 大綱
劇情圍繞一批居住於（虛構的）倫敦華福特（Walford）自治市阿爾伯特廣場（Albert Square） 居民的家庭和工作生活。
歷史上，東區人亦有涉及敏感題材，包括同性戀，種族歧視、未婚懷孕等等。

## 收視
首播八個月後，東區人已經成為英國收視最高的劇集。多年後，東區人每集依然獲得大約35至45%的收視。

## 特別集數

### 東街
2010年，東區人為了慈善籌款節目「有需要的兒童」(Children In Need)，與獨立電視台長壽肥皂劇「加冕街」的演員合作，拍攝「東街」。